# Akumal
Akumal est une ville mexicaine, située sur la Riviera Maya entre Tulum et Playa del Carmen.

## Population
En 2010, la ville comptait un total de 1310 habitants.